# María Teresa Cañas Pinochet
María Teresa Cañas Pinochet (Santiago, 14 de diciembre de 1946) es una ingeniera química, empresaria minera, y política chilena. Es una de las mayores propietarias de concesiones mineras en Chile. Además, junto a su cónyuge, han creado en las últimas décadas una gran cantidad de sociedades en los más diversos rubros: agrícola, financiero, pesquero y forestal.
Durante la dictadura militar del general Augusto Pinochet, se desempeñó como subsecretaria de Minería (subrogante) en mayo de 1980 y como directora nacional del Servicio Nacional de Geología y Minería (Sernageomin), entre 1981 y 1990; siendo la primera en ejercer dicha función.
Está casada con Jorge Iván de la Barra Valle, quien fuera vicepresidente del Banco Central en 1981. Con su cónyuge tuvo dos hijos: Jorge y Andrea. Es sobrina de Augusto Pinochet.